# Zębiełek ogrodowy
Zębiełek ogrodowy (Crocidura flavescens) – gatunek owadożernego ssaka z rodziny ryjówkowatych (Soricidae). Występuje w Afryce Południowej w Lesotho, Mozambiku, RPA i Suazi. Zamieszkuje łąki i pastwiska na sawannach a także w ogrodach. Spotykany do wysokości 1800 m n.p.m. Mały ssak osiągający masę ciała 45 g. Kariotyp (2n = 50, FN = 74) został opisany przez Maddalena i współpracowników w 1987 roku. Niewiele wiadomo na temat ekologii tego ssaka. Badania przeprowadzone w niewoli wykazały, że samce są agresywniejsze i bardziej terytorialne od samic. Ciąża trwa 25 dni, po tym okresie rodzi się troje młodych o masie ciała 2,26 g. W niewoli stwierdzono również, że ssak ten zapada w spontaniczny letarg, pozwalający przeżyć najzimniejszą porę dnia (między godz. 2 w nocy a 10 rano) bez konieczności zużywania energii dla utrzymania stałej temperatury ciała. W Czerwonej księdze gatunków zagrożonych Międzynarodowej Unii Ochrony Przyrody i Jej Zasobów został zaliczony do kategorii LC (najmniejszej troski). Nie ma większych zagrożeń dla populacji tego gatunku.